# Rezerwat przyrody Perkuny
Rezerwat przyrody Perkuny (zwany też Pierkunowo) – rezerwat przyrody położony w województwie warmińsko-mazurskim na terenie nadleśnictwa Giżycko. Rezerwat został powołany Zarządzeniem Ministra Leśnictwa i Przemysłu Drzewnego z dnia 18 grudnia 1954. Celem utworzenia było zachowanie torfowiska wysokiego z naturalnymi zespołami roślinności zielnej i stanowiskiem wierzby lapońskiej – Salix lapponum.
Rezerwat zajmuje powierzchnię 2,84 ha (pierwotnie 3,50 ha). Powierzchnia rezerwatu jest w całości zalesiona. Torfowisko Pierkunowo powstało na miejscu oczka polodowcowego, w wyniku jego zarośnięcia. Zarastanie odbywało się poprzez nasuwanie się roślinności torfowiskowej od brzegów zbiornika wodnego ku jego środkowi. W części środkowej powstało torfowisko wysokie, a na obrzeżach pozostało torfowisko przejściowe.
Na terenie rezerwatu występują dwa zbiorowiska roślinne:
- zbiorowisko boru bagiennego – występuje na torfowiskach wysokich. Drzewostan stanowi sosna zwyczajna pochodzenia naturalnego, różnowiekowa. W runie panuje bagno zwyczajne Ledum palustre i wełnianka pochwowata Eriophorum vaginatum. Całe zbiorowisko pokrywa warstwa mchów.
- zespół sosnowo-brzozowy lasu bagiennego – występuje na torfowiskach przejściowych i niskich. Drzewostan złożony jest z brzozy omszonej, sosny, olszy czarnej. W runie panują mchy.

Z rzadkich gatunków występują tu: rosiczka okrągłolistna, turzyca bagienna, bażyna czarna i wierzba lapońska.
Na obszarze rezerwatu zabrania się:
- koszenia trawy i wypasania zwierząt gospodarskich
- polowania i zabijania zwierząt
- zbioru ziół leczniczych oraz innych roślin
- niszczenia gleby, drzew, krzewów i innych roślin
- zanieczyszczania terenu, zakłócania ciszy, wzniecania ognia
- pozyskiwania torfu i wykonywania innych czynności gospodarczych
- wznoszenia budowli i budowy urządzeń technicznych
- przebywania na terenie rezerwatu poza miejscami w tym celu wyznaczonymi przez konserwatora przyrody.